# Cupid (hold)
A Cupid az Uránusz nyolcadik holdja. Átmérője kevesebb mint 20 km, amivel a bolygó egyik legkisebb holdja.
2003. augusztus 25-én fedezték fel a holdat Mark R. Showalter és Jack J. Lissauer amerikai csillagászok. Neve William Shakespeare Athéni Timon című színműve egyik szereplőjének, Cupidónak nevét viseli.

## Külső hivatkozások
- Hubble Uncovers Smallest Moons Yet Seen Around Uranus – Hubble Space Telescope news release (25 September 2003)